# دينيس شيبرد
دينيس شيبرد (بالإنجليزية: Dennis Shepherd)‏ (11 أكتوبر 1926 – 12 يونيو 2006) هو ملاكم جنوب أفريقي راحل، مثّل بلاده في الألعاب الأولمبية الصيفية 1948.

## روابط خارجية
دينيس شيبرد على موقع أوليمبيديا (الإنجليزية)